# Sebastià Riera i Coromina
Sebastià Riera i Coromina   (Ribes de Freser, 13 d'octubre de 1913 - Barbastre, 15 d'agost de 1936) fou un religiós claretià. És venerat com a beat per l'Església Catòlica.
Era fill de Jordi Riera, Caporal de la Guàrdia Civil. De molt petit va anar a viure a Vilobí d'Onyar pel trasllat del seu pare. Va ingressar al seminari claretià de Cervera el 1924. Va continuar els seus estudis a Vic, Solsona i Barbastre. A l'inici de la Guerra civil espanyola, fou executat, juntament amb els seus companys de comunitat, per milicians anarquistes. Era amic íntim del també beat Salvador Pigem.
El 25 d'octubre de 1992 fou beatificat pel Papa Joan Pau II.